# Белка-летяга (созвездие)
Бе́лка-летя́га (лат. Sciurus Volans) — отменённое созвездие. Составлено из двух звёзд созвездия Жираф. Предложено американским астрономом Вильямом Кросвеллом в 1810 году в изданной в Бостоне работе «Карта звёздного неба в проекции Меркатора…».
Созвездие никогда не пользовалось популярностью среди астрономов. Ныне созвездие не числится в официальном списке созвездий, составленном Международным астрономическим союзом.